# Associação Chapecoense de Futebol
 (novembre 2016).
Si vous disposez d'ouvrages ou d'articles de référence ou si vous connaissez des sites web de qualité traitant du thème abordé ici, merci de compléter l'article en donnant les références utiles à sa vérifiabilité et en les liant à la section « Notes et références ».
Maillots
Actualités
L'Associação Chapecoense de Futebol, plus communément appelée Chapecoense (et dont l'acronyme est ACF), est un club de football professionnel brésilien fondé le 10 mai 1973 et basé dans la ville de Chapecó dans l'État de Santa Catarina.
Disputant ses matches à domicile dans l'Arena Condá, le club évolue actuellement en Série A, deuxième échelon national du football brésilien, ainsi qu'en Championnat de Santa Catarina de football, premier échelon de l'Santa Catarina.
Chapecoense n'a jamais remporté de titre national, s'imposant uniquement sur la scène régionale, avec quatre titres de champion d'État et une victoire finale en Coupe de Santa Catarina. Le club dispose également d'une section de futsal, dont l'équipe première a remporté à deux reprises le championnat d'État.
Le 28 novembre 2016, 19 joueurs de l'effectif trouvent la mort dans l'accident de l'avion qui les emmène en Colombie pour la finale de la Copa Sudamericana 2016, le vol LaMia 2933.

## Historique

### Des débuts couronnés de succès
En 1973, l'envie naît dans la ville de Chapecó de fonder un club professionnel de football dans la région ouest de l'État de Santa Catarina, dont les clubs majeurs se situent à l'est. Ainsi, pour tenter de créer un club en mesure de rivaliser avec les clubs historiques de Florianópolis, la capitale de l'État, que sont Avaí et Figueirense, de jeunes passionnés de football, représentants de deux clubs amateurs, se réunissent et fondent l'Associação Chapecoense de Futebol le 10 mai 1973. On peut donc considérer que l'Associação Chapecoense de Futebol est née de la fusion des deux clubs amateurs dont sont issus ses fondateurs : l'Atlético Chapecó et l'Independente.
La même année, pour ses débuts, Chapecoense remporte son premier match professionnel face à São José (1-0), avant de s'offrir un match nul de gala à Florianópolis, sur le terrain d'Avaí (2-2). En 1977, l'ACF remporte son premier titre régional, en battant l'ogre local, Avaí, par un but à zéro en finale du championnat de Santa Catarina. En 1978 et 1979, Chapecoense évolue en Série A.

### La renaissance du club à l'aube des années 2000
Alors que le club a obtenu de probants succès dès sa création, il traverse une période d'une vingtaine d'années dans l'ombre, ne réussissant alors à glaner qu'un titre de champion d'État en 1996. Mais, outre les difficultés sur le plan sportif, la plus grande inquiétude vient de la situation financière du club.
En 2003, Chapecoense utilise une faille dans la législation brésilienne pour se débarrasser de ses dettes insurmontables, en changeant d'identité juridique et en se renommant Associação Chapecoense Kindermann/Mastervet à la suite d'un partenariat avec un homme d'affaires local, Salézio Kindermann. Le partenariat dure jusqu'en 2004, où le club reprend son nom d'origine et entre dans une nouvelle ère de son histoire, qui commence par l'unique victoire en coupe de Santa Catarina en 2006.
L'année suivante, le club remporte pour la troisième fois le championnat d'État. En 2009, le club réapparaît sur la scène nationale, en Série D, le quatrième échelon national créé cette même année. Atteignant les demi-finales du championnat, le club obtient la promotion en Série C dès sa première participation en se classant finalement à la 3e place. Le club dispute trois saisons consécutives de Série C et termine, en 2012 à la 3e place de la division, synonyme d'accession au deuxième échelon national, la Série B. Dans la foulée, le club termine vice-champion de Série B, passant de la Série C à la Série A en seulement deux saisons.
Avec 43 points à l'issue de la saison 2014, il gagne son maintien en Série A.
En août 2017, le club est invité au Trophée Joan Gamper par le FC Barcelone.

### Crash de l'avion CP2933
Le 28 novembre 2016, un Avro RJ85 de LaMia Airlines immatriculé CP2933 en provenance de Bolivie, transportant l'équipe première vers l'aéroport de Medellín en Colombie pour jouer le match aller de la finale de la Copa Sudamericana 2016 contre le club de l'Atletico Nacional, s'est écrasé à 22 h 34 UTC−5 en raison d'une panne de kérosène (réservoirs vides). 
Sur les 72 passagers et neuf membres d'équipage, se trouvaient également de nombreux journalistes. Cinq personnes ont survécu au crash, dont trois joueurs du club : les défenseurs Alan Ruschel (27 ans) et Neto (31 ans), ainsi que le gardien Jakson Follmann (24 ans), ce dernier étant amputé d'une jambe. Les deux autres survivants sont un journaliste et une hôtesse de l’air.
En raison de cet événement et faisant écho d'une proposition de l'Atlético Nacional, le 5 décembre 2016 la CONMEBOL déclare Chapecoense vainqueur de la Copa Sudamericana 2016, en guise d'hommage posthume à l'équipe brésilienne décimée.

## Palmarès
| Compétitions officielles | Compétitions amicales |
| - Copa Sudamericana (1) : - Vainqueur : 2016 - Recopa Sudamericana - Finaliste : 2017 - Coupe Suruga Bank - Finaliste : 2017 - Championnat du Brésil D2 : - Vainqueur : 2020 - Vice-champion : 2013. - Championnat du Brésil D3 : - Demi-finaliste/3e : 2012. - Championnat du Brésil D4 : - Demi-finaliste/3e : 2009. - Championnat de Santa Catarina (7) : - Champion : 1977, 1996, 2007, 2011, 2016, 2017 et 2020 - Coupe de Santa Catarina (1) : - Vainqueur : 2006. | - Taça Santa Catarina (1) : - Vainqueur : 1979. - Taça Plinio Arlindo de Nez (1) : - Vainqueur : 1995. - Taça Seletiva (1) : - Vainqueur : 2002. - Copa da Páz (1) : - Vainqueur : 2005. |

## Personnalités du club

### Joueurs
- Ananias
- Apodi
- Matheus Biteco
- Ailton Canela
- Mateus Caramelo
- Bruno Cazarine (en)
- Danilo
- Dener
- Gil
- Gimenez
- Lucas Gomes
- Josimar
- Kempes
- Sérgio Manoel
- Filipe Machado
- Arthur Maia
- Marcelo
- Leandro Pereira
- Rafael Lima (en)
- Bruno Rangel
- Cléber Santana
- Odair Souza (en)
- Thiego
- Tiaguinho
- Wanderson (en)
- Wellington Paulista (en)
- Paulo Rink